# Campionato italiano di calcio da tavolo 1974
Il primo campionato italiano di Subbuteo agonistico (calcio da tavolo) venne organizzano dalla F.I.C.M.S. a Arenzano nel 1974.

## Risultati

### Semifinali

#### Gruppo 1
- Maiorano - Filacchione 1-1
- Beverini - Marinaccio 10-1
- Beverini - Maiorano 2-1
- Filacchione - Marinaccio 3-1
- Maiorano - Marinaccio 2-2
- Beverini - Filacchione 7-2

#### Gruppo 2
- Semplici - Giovanella 4-1
- Siciliano - Scarpis 4-1
- Siciliano - Giovannella 5-2
- Semplici - Scarpis 2-1
- Giovannella - Scarpis 3-2
- Siciliano - Semplici 4-1

### Finale
- Beverini - Siciliano 5-1

Finale 3/4 posto
Filacchione - Semplici 2-1